# Oxyde de néodyme(III)
L'oxyde de néodyme(III)  est un composé inorganique de néodyme et d'oxygène, de formule Nd2O3. C'est un solide de couleur gris-bleu avec un structure cristalline hexagonale. Le mélange de terre rare didyme, que l'on croyait être un élément chimique, est composé partiellement d'oxyde de néodyme(III).

## Réactions
L'oxyde de néodyme(III) est formé lorsque le nitrure de néodyme(III) ou l'hydroxyde de néodyme(III) est brûlé dans l'air.

## Structure
L'oxyde de néodyme(III) a une forme trigonale A à basse température de groupe d'espace P3m1. Ce type de structure est favorisé chez les lanthanides précoces,. A des températures plus élevées il adopte deux autres formes, la forme hexagonale H de groupe d'espace P63/mmc et la forme cubique X de groupe d'espace Im3m. Les formes à haute température présentent un désordre cristallographique,.
| Empilement               | Coordination du néodyme             | Coordination de l'oxygène O1 | Coordination de l'oxygène O2   |
| ------------------------ | ----------------------------------- | ---------------------------- | ------------------------------ |
|                          |                                     |                              |                                |
| Structure de type A-M2O3 | approximativement octaédrique capée | octaédrique                  | approximativement tétraédrique |

## Utilisation
L'oxyde de néodyme(III) est utilisé pour doper le verre, y compris les lunettes de soleil, pour faire des lasers à état solide, et colorer les verres et émaux. Le verre dopé au néodyme tourne au violet en raison de l'absorption de jaune et du vert et est utilisé dans les lunettes de protection pour le soudage. Certains verres dopés au néodyme sont dichroïques : ils changent de couleur selon l'éclairage. Notamment, un genre de verre nommé d'après le minéral alexandrite apparaît en bleu sous la lumière du soleil et en rouge sous la lumière artificielle. Environ 7000 tonnes d'oxyde de néodyme(III) sont produites dans le monde chaque année. L'oxyde de néodyme(III) est également utilisé comme un catalyseur de polymérisation.